# Launch Complex 39A

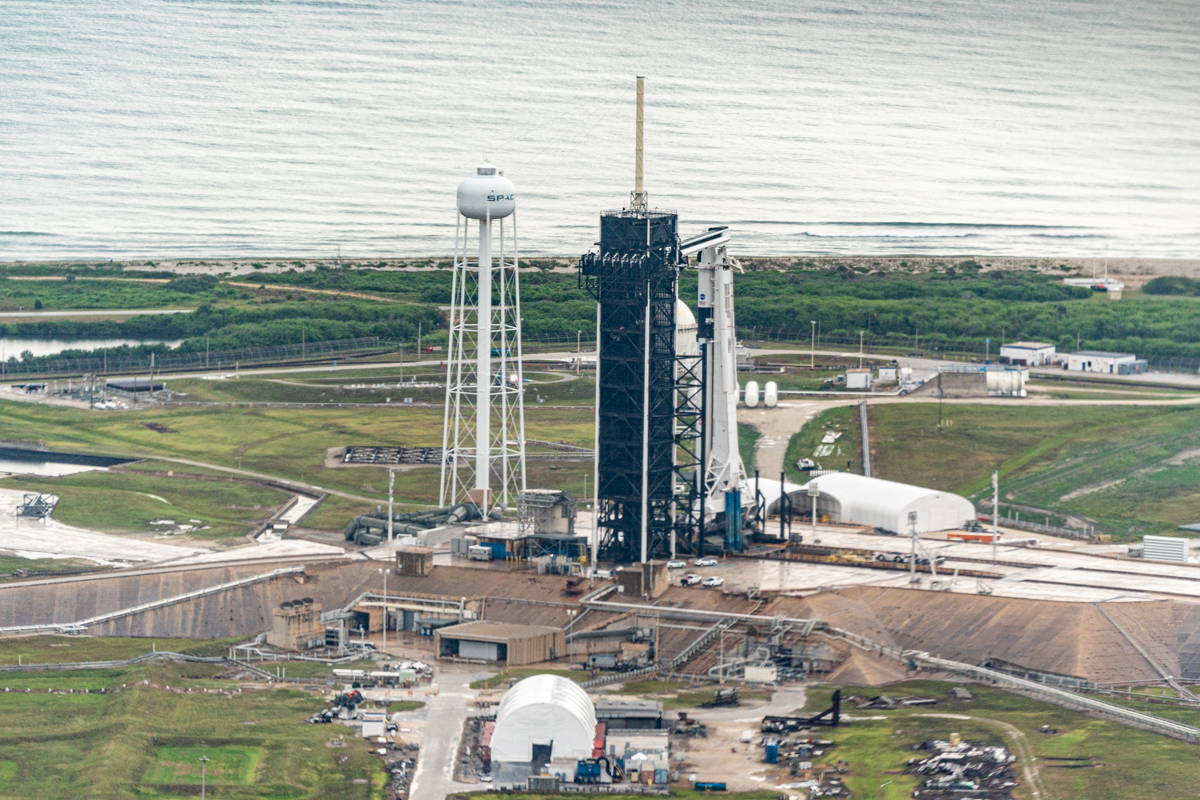
Una veduta aerea della rampa LA-39A con la Crew Dragon Endeavour della SpaceX presso il Kennedy Space Center vista mercoledì 27 maggio 2020 dall'Air Force One al suo arrivo allo Shuttle Landing Facility della NASA a Orlando, Florida

Il Launch Complex 39A (LC-39A) è la prima piattaforma di lancio del Launch Complex 39 che si trova al Kennedy Space Center a Merritt Island, Florida . Il pad, insieme al Launch Complex 39B, furono progettati per il veicolo di lancio Saturn V, che all'epoca era il razzo più potente degli Stati Uniti. Inizialmente utilizzato dalla NASA per lanciare le missioni Apollo, e successivamente le missioni dello Space Shuttle.
Il 14 aprile 2014, la SpaceX ha firmato un contratto di locazione della durata di 20 anni per Launch Complex 39A (LC-39A), successivamente la società ha provveduto a modificarlo per supportare i lanci del Falcon 9 e del Falcon Heavy.

## Storia

### Programma Apollo
Nel 1961, il presidente americano John Fitzgerald Kennedy propose al Congresso l'obiettivo di far sbarcare l'uomo sulla Luna entro la fine del decennio. L'approvazione del Congresso ha portato al lancio del programma Apollo, che ha richiesto una massiccia espansione delle operazioni della NASA, inclusa un'espansione delle operazioni di lancio dal Capo all'adiacente Merritt Island a nord e ovest.
Il Launch Complex 39A è stato progettato per gestire i lanci del razzo Saturn V, il più grande e potente veicolo di lancio, che avrebbe spinto la navicella Apollo sulla Luna. Il primo lancio dal Launch Complex 39A avvenne nel 1967 con il primo lancio del Saturn V, che trasportava la navicella spaziale Apollo 4 senza equipaggio. Anche il secondo lancio senza equipaggio, Apollo 6, utilizzò il pad 39A. Con l'eccezione dell'Apollo 10, che ha utilizzato il Pad 39B (a causa dei test "all-up" che hanno portato ad un periodo di inversione di tendenza di 2 mesi), tutti i lanci dell'Apollo-Saturn V con equipaggio, a partire dall'Apollo 8, hanno utilizzato il Pad 39A.

### Space Shuttle
Con l'avvento del programma Space Shuttle nei primi anni 80, la struttura originale delle piattaforme di lancio è stata rimodellata per le esigenze dello Space Shuttle . Il primo utilizzo del Pad 39A per lo Space Shuttle avvenne nel 1979, quando l'Enterprise fu usata per controllare le strutture prima del primo lancio operativo. Da allora, il Pad 39A ha ospitato tutti i lanci dello Space Shuttle fino al gennaio 1986, quando lo Space Shuttle Challenger sarebbe diventato il primo a decollare dal pad 39B durante la sfortunata missione STS-51-L.
Durante il lancio del Discovery su STS-124 il 31 maggio 2008, il pad dell'LC-39A ha subito ingenti danni, in particolare alla trincea di cemento utilizzata per deviare le fiamme degli SRB. L'indagine successiva ha rilevato che il danno era il risultato della carbonatazione della resina epossidica e della corrosione degli ancoraggi in acciaio che tenevano in posizione i mattoni refrattari nella trincea. Il danno era stato aggravato dal fatto che l'acido cloridrico è un sottoprodotto di scarico dei propulsori che utilizzano propellente solido.
Proprio come per i primi 24 voli shuttle, LC-39A ha supportato gli ultimi 18 voli dello Shuttle, iniziando con la missione STS-117 decollata l'8 giugno 2007 alle 23:38 UTC, e terminando con la missione STS-135 decollata l'8 luglio 2011 alle 16:29 UTC condotta dallo Space Shuttle Atlantis.

#### Utilizzo Futuro
La NASA rimosse l'Orbiter Servicing Arm con l'intento di utilizzare lo spazio in seguito per costruire un museo - e la stanza bianca da cui gli astronauti sono entrati nello Space Shuttle.
La missione STS-135 fu l'ultima prima dell'Abbandono dello Space Shuttle. Da allora il pad non subì alcuna modifica e fu lasciato esattamente come lo lasciò l'Atlantis immediatamente dopo il decollo, completa di una piattaforma di lancio mobile, fino all'aprile del 2014 quando la SpaceX si aggiudicò un contratto di locazione della durata di 20 anni.

### SpaceX

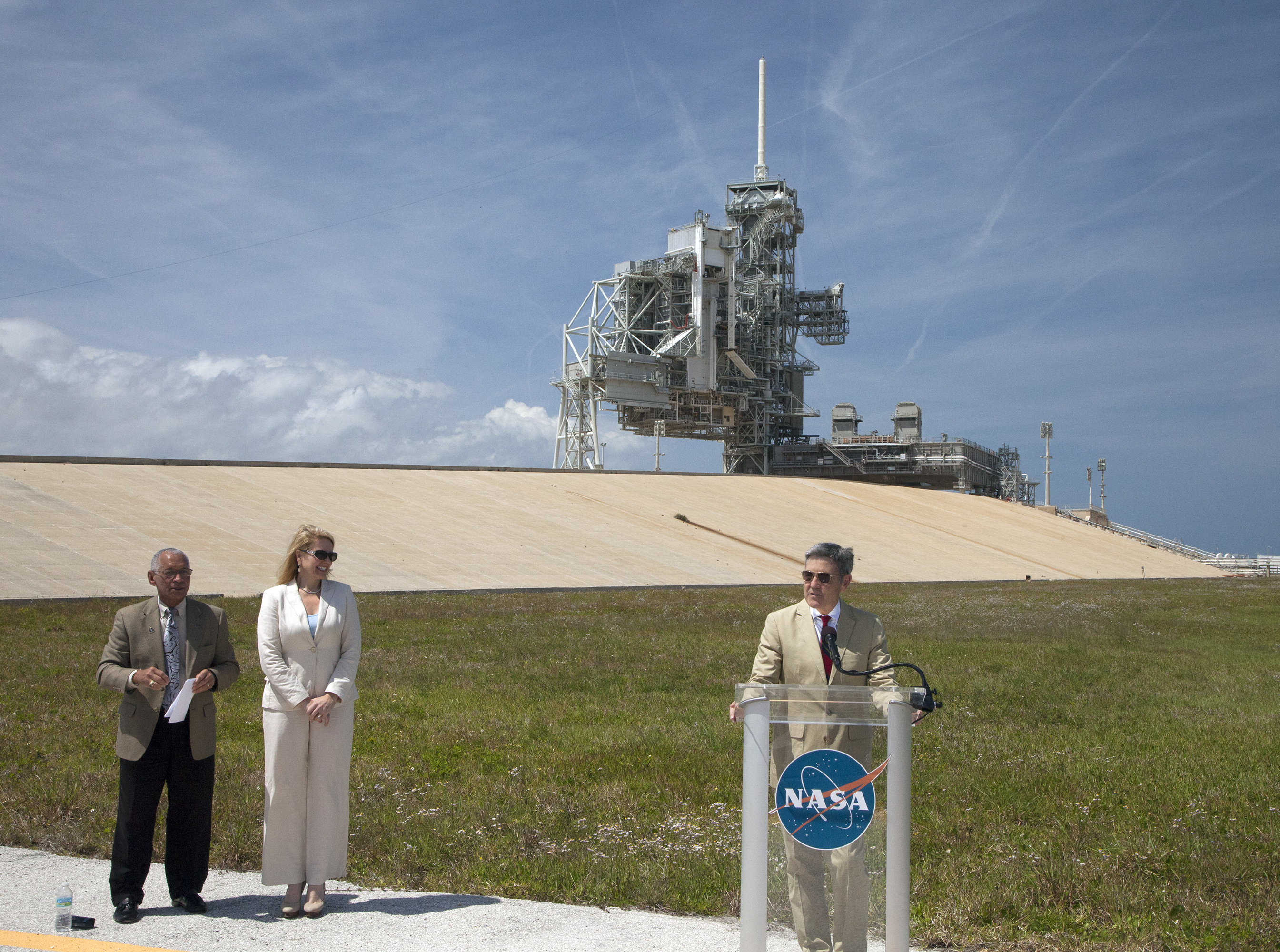
Il direttore del KSC Bob Cabana annuncia la firma del contratto di locazione del pad 39A il 14 aprile 2014. Il direttore operativo di SpaceX Gwynne Shotwell è nelle vicinanze.

I colloqui per l'uso del pad erano in corso tra la NASA e Space Florida - l'agenzia di sviluppo economico dello Stato della Florida - già nel 2011, ma nessun accordo si è concretizzato nel 2012, e la NASA ha quindi perseguito altre opzioni per rimuovere il pad dal inventario governo federale.
All'inizio del 2013, la NASA ha annunciato pubblicamente che avrebbe consentito ai fornitori di servizi di lancio commerciale di affittare LC-39A, tale annuncio fu seguito nel maggio del 2013 con una richiesta formale per l'uso commerciale del pad.
Furono presentate due offerte per l'uso commerciale del complesso di lancio rispettivamente da SpaceX e Blue Origin. SpaceX presentò un'offerta per l'uso esclusivo del complesso di lancio, Blue Origin invece presentò un'offerta per l'uso non esclusivo del complesso, in modo che il launch pad avrebbe gestito più veicoli, ed i costi potessero essere condivisi sul lungo termine. Un potenziale utente condiviso nel piano Blue Origin era la United Launch Alliance.
Prima della fine del periodo di offerta, e prima di qualsiasi annuncio pubblico da parte della NASA dei risultati del processo, Blue Origin ha presentato una protesta al General Accounting Office (GAO) degli Stati Uniti "su quello che dice essere un piano della NASA per aggiudicare un contratto di locazione commerciale esclusivo a SpaceX per l'utilizzo della piattaforma di lancio LC-39A".  La NASA aveva programmato di completare l'aggiudicazione dell'offerta e di trasferire il blocco entro il 1 ottobre 2013, ma la protesta "ritarderà qualsiasi decisione fino a quando il GAO non avrà raggiunto una decisione, prevista per metà dicembre". Il 12 dicembre 2013, il GAO ha negato la protesta avanzata dalla Blue Origin e si è schierato con la NASA, che ha sostenuto che la sollecitazione non conteneva alcuna preferenza sull'uso della struttura come multiuso o monouso. "Il documento [sollecitazione] chiede semplicemente agli offerenti di spiegare le ragioni per cui hanno scelto un approccio invece dell'altro e come gestirebbero la struttura".
Il 13 dicembre 2013, la NASA annunciò di aver selezionato SpaceX come nuovo inquilino commerciale del Pad 39A. Il 14 aprile 2014, SpaceX firmò un contratto di locazione esclusiva di 20 anni su LC-39A, nel contratto di locazione la NASA ha imposto come requisito che il bunker posto sotto il pad LC-39A, e le altre parti storiche del pad, fosse conservata come manufatti storici. SpaceX pianificò di lanciare i propri veicoli di lancio dalla piattaforma e costruire un nuovo hangar nelle vicinanze. Elon Musk, CEO di SpaceX, ha dichiarato di voler spostare la maggior parte dei lanci della NASA di SpaceX per LC-39A, compresi i carichi commerciali e le missioni dell'equipaggio alla Stazione spaziale internazionale.

#### Modifiche del pad
Nel 2015, SpaceX ha costruito la Horizontal Integration Facility (HIF) simile a quella utilizzata nelle strutture SpaceX affittate presso la Cape Canaveral Air Force Station, e Vandenberg Air Force Base, l'integrazione orizzontale è nettamente diversa dall'Vehicle Assembly Building (VAB) presente nel complesso di lancio utilizzato per assemblare i veicoli Apollo e Space Shuttle della NASA.
Tale struttura fu costruita appena fuori dal perimetro della piattaforma di lancio esistente per ospitare e assemblare sia il Falcon 9 che i razzi Falcon Heavy, il loro hardware e il carico utile associato, durante la preparazione per il volo. Furono posate delle rotaie per il Transporter Erector (TE) dall'HIF fino al pad 39A lungo l'ex percorso cingolato.
Sempre nel 2015, il supporto di lancio per il Falcon Heavy è stato costruito sul pad 39A sull'infrastruttura esistente. Il lavoro sia sull'edificio HIF che sul pad è stato sostanzialmente completato entro la fine del 2015. Nel novembre 2015 è stato condotto un test di rollout del nuovo Transporter Erector
Nel febbraio 2016, SpaceX ha indicato di aver "completato e attivato il Launch Complex 39A",  ma aveva ancora altro lavoro da fare per supportare i voli con equipaggio. SpaceX originariamente aveva pianificato di essere pronto per eseguire il primo lancio del Falcon Heavy dal pad 39A già nel 2015, poiché avevano architetti e ingegneri che dal 2013 lavoravano al nuovo design e alle modifiche da effettuare alla struttura di servizio fissa (FSS), che intende estendere al di sopra della sua precedente altezza di 110 m. Non avendo bisogno della Rotating Service Structure (RSS) l'ha rimossa.
SpaceX ha indicato alla fine del 2014 che livelli aggiuntivi all'FSS non sarebbero stati aggiunti a breve termine, ma prevedeva di aggiungere eventualmente almeno due livelli aggiuntivi all'FSS, per fornire l'accesso all'equipaggio per i lanci di Dragon 2. Complesso di lancio del Kennedy Space Center 39A.
Entro la fine del 2014, una data preliminare per il lancio del Falcon Heavy era stata fissata non prima del 1 luglio 2015.  A causa di un fallimento del lancio del Falcon 9 avvenuto il 28 giugno 2015 durante la missione CRS-7, SpaceX ha dovuto ritardare il lancio del Falcon Heavy per concentrarsi sull'indagine sui guasti del Falcon 9 e sul suo ritorno al volo. All'inizio del 2016, considerando l'affollato manifesto di lancio del Falcon 9, non è stato chiaro se il Falcon Heavy sarebbe stato il primo veicolo a essere lanciato dal Pad 39A o se una o più missioni del Falcon 9 avrebbero preceduto un lancio di Falcon Heavy. Nei mesi successivi, il lancio del Falcon Heavy è stato ritardato più volte e alla fine è stato rinviato a 6 febbraio del 2018.
Nel 2018, SpaceX ha apportato ulteriori modifiche al LC 39A per prepararlo ad ospitare la Dragon 2 con equipaggio. Ad agosto 2018 è stato installato il braccio di accesso dell'equipaggio (CAA) di su un nuovo livello, che è stato costruito all'altezza necessaria per far entrare l'equipaggio nella navicella spaziale Crew Dragon posta in cima a un razzo Falcon 9. Il braccio assomiglia alle jetways che si trovano spesso negli aeroporti. La struttura di servizio fissa LC-39A è stata ridipinta durante questi lavori.
L'Emergency Egress Slidewire completamente rinnovato (simile a quello usato negli anni precedenti per lo Space Shuttle) è stato riproposto e installato al livello del nuovo braccio di accesso, a 265 piedi di altezza sulla torre al pad 39A, 70 piedi più in alto rispetto alla loro posizione durante l'era dello shuttle, per fornire un'uscita di emergenza sicura per l'equipaggio del Dragon in caso di emergenza sulla piattaforma che non richieda l'uso del sistema di interruzione del lancio dell'equipaggio. Il sistema è composto da 7 funi che si estendono dalla Struttura di Servizio Fissa posta sul pad, fino ad una zona di atterraggio posta a 370 metri (1.200 piedi) a ovest. Su ognuna delle 7 funi è collegato una cesto scorrevole che può trasportare fino a 3 persone, e una volta che le ceste vengono sganciate manualmente dalla struttura di servizio, scorrono lungo le funi ad una velocità di oltre 55 miglia all'ora (89 km/h) portando gli astronauti e le squadre di supporto alla zona di atterraggio sul perimetro occidentale della piattaforma dove li attende un veicolo blindato chiamato MRAP.  Le squadre di terra e gli astronauti potrebbero quindi essere portati in salvo con il MRAP lontano dal complesso in totale sicurezza. Il 3 aprile, la NASA e SpaceX hanno condotto un'esercitazione di uscita di emergenza al Launch Complex 39A del Kennedy Space Center in Florida. Questa dimostrazione è stata completata per garantire che l'equipaggio della Crew Dragon Endeavour e le squadre di supporto sapessero come utilizzarlo in caso di necessità. Nei seguenti video (video 1 - video 2 ) si può vedere l'esercitazione condotta.
Nell'agosto 2019, SpaceX ha presentato una valutazione ambientale per il sistema di lancio di Starship presso il Kennedy Space Center. Questo documento includeva piani per la costruzione di strutture aggiuntive a LC-39A per supportare i lanci di Starship, tra cui una piattaforma dedicata, serbatoi di metano liquido e una zona di atterraggio. Queste sono separate dalle strutture esistenti che supportano i lanci Falcon 9 e Falcon Heavy.
Nel 2019, SpaceX ha avviato modifiche sostanziali al pad LC-39A per iniziare i lavori sulla fase 1 della costruzione per preparare la struttura al lancio dei prototipi del Super Heavy di Starship che avrebbe volato da 39A su traiettorie di volo di prova suborbitali con sei o meno motori Raptor.
A giugno 2022, al pad 39A, è iniziata la costruzione della torre di lancio e atterraggio della Starship, ma la NASA potrebbe limitarne l'uso al solo lancio per evitare disastri in caso di fallimento durante la cattura del Super Heavy nella sequenza di atterraggio del booster.

#### Utilizzo del pad
ll pad 39A sarà utilizzato per ospitare i lanci degli astronauti sulla versione con equipaggio della capsula spaziale Dragon in una partnership pubblico-privato con la NASA. Nel Aprile 2014, il piano della NASA prevedeva le prime missioni con equipaggio della NASA nel 2017.

#### Storia dei lanci
Il primo lancio di SpaceX dal pad 39A è stato SpaceX CRS-10 il 19 febbraio 2017, utilizzando un veicolo di lancio Falcon 9; era la decima missione di rifornimento del carico della compagnia verso la Stazione Spaziale Internazionale e il primo lancio senza equipaggio da 39A dai tempi di Skylab.
Mentre il Cape Canaveral Space Launch Complex 40 (SLC-40) era in fase di ricostruzione dopo la perdita del satellite AMOS-6 avvenuta il 1º settembre 2016, tutti i lanci della costa orientale di SpaceX provenivano dal Pad 39A fino a quando l'SLC-40 non è tornato operativo nel dicembre 2017. Questi includevano il 1º maggio 2017, il lancio di NROL -76, la prima missione SpaceX per il National Reconnaissance Office, con un carico utile classificato.
Il 6 febbraio 2018, il Pad 39A ha ospitato il decollo con successo del Falcon Heavy al suo primo lancio, portando l'auto Tesla Roadster di Elon Musk nello spazio con alla guida il manichino Starman con in dosso la tuta usata dall'equipaggio della Crew Dragon.
Il 2 marzo 2019 decollo il primo volo della navicella spaziale Dragon 2 con la missione Demo-1.
l'11 aprile 2019 il secondo Falcon Heavy, che trasportava il satellite di comunicazione Arabsat-6A per Arabsat dell'Arabia Saudita, è stato lanciato con successo. Il satellite fornirà servizi di comunicazione in banda K u e K a per il Medio Oriente e l'Africa settentrionale, nonché per il Sudafrica. Il lancio è stato notevole in quanto ha segnato la prima volta che SpaceX è stato in grado di atterrare con successo tutti e tre i primi stadi che vennero revisionati per i lanci futuri.
I 30 maggio 2020 decollo con successo il volo di prova della Crew Dragon con l'equipaggio composto dagli astronauti Bob Behnken e Doug Hurley con la missione Demo-2, e il 31 maggio 2020 la navetta ha effettuato con successo l'attracco automatico all'adattatore di accoppiamento pressurizzato PMA-2 sul modulo Harmony della ISS.

## Galleria d'immagini

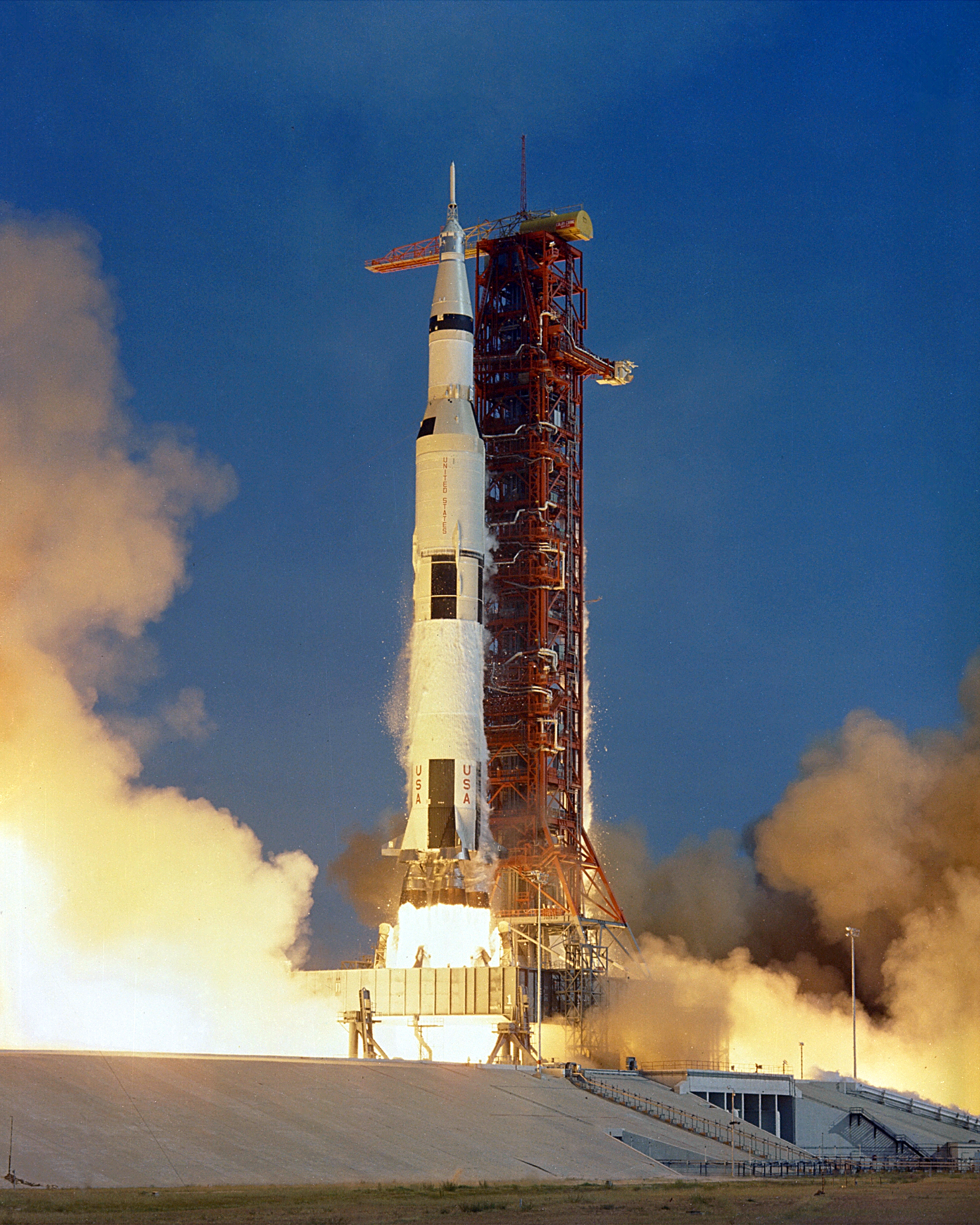
Lancio dell'Apollo 11 a LC-39A (1969)
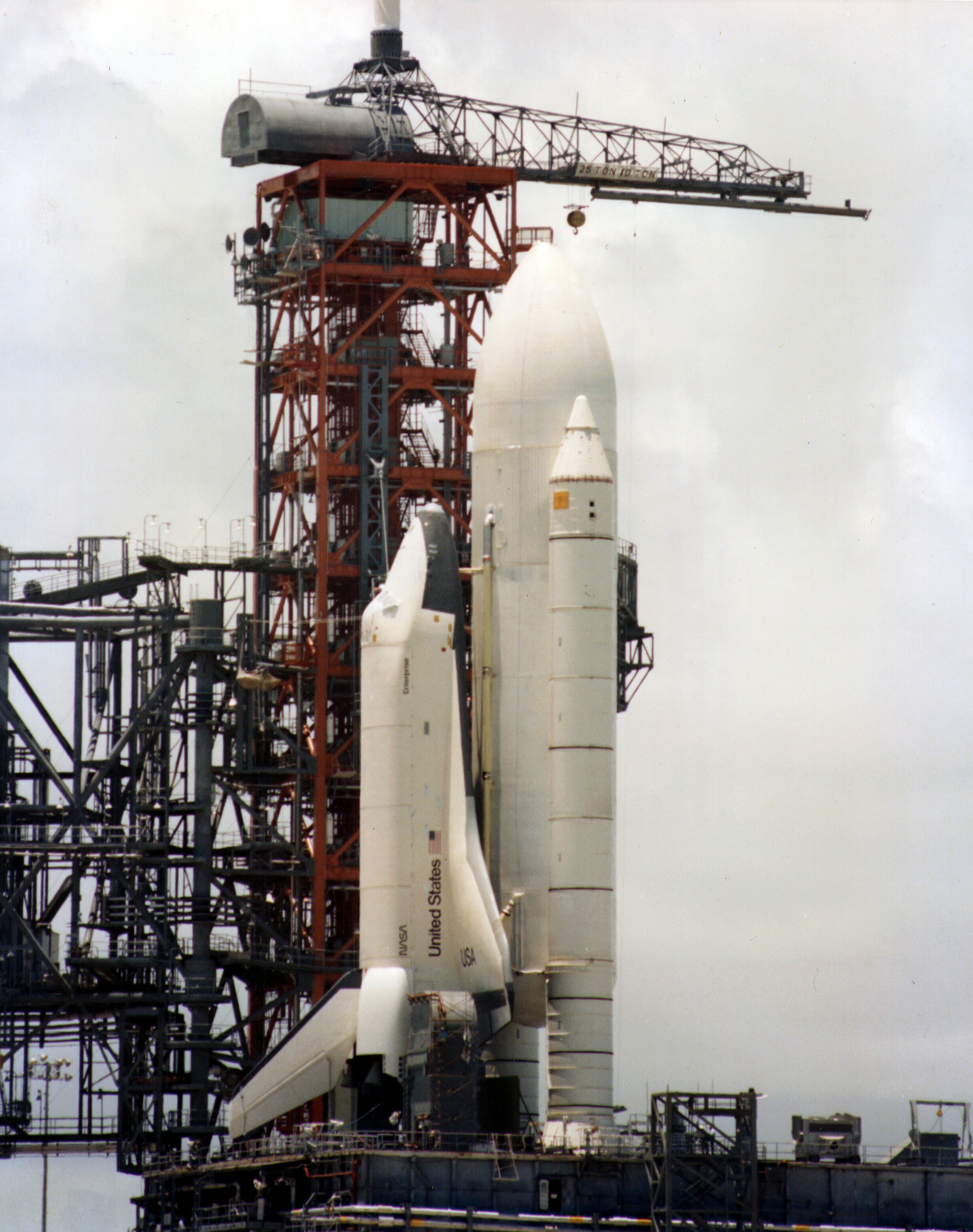
LC-39A durante i test (1979)
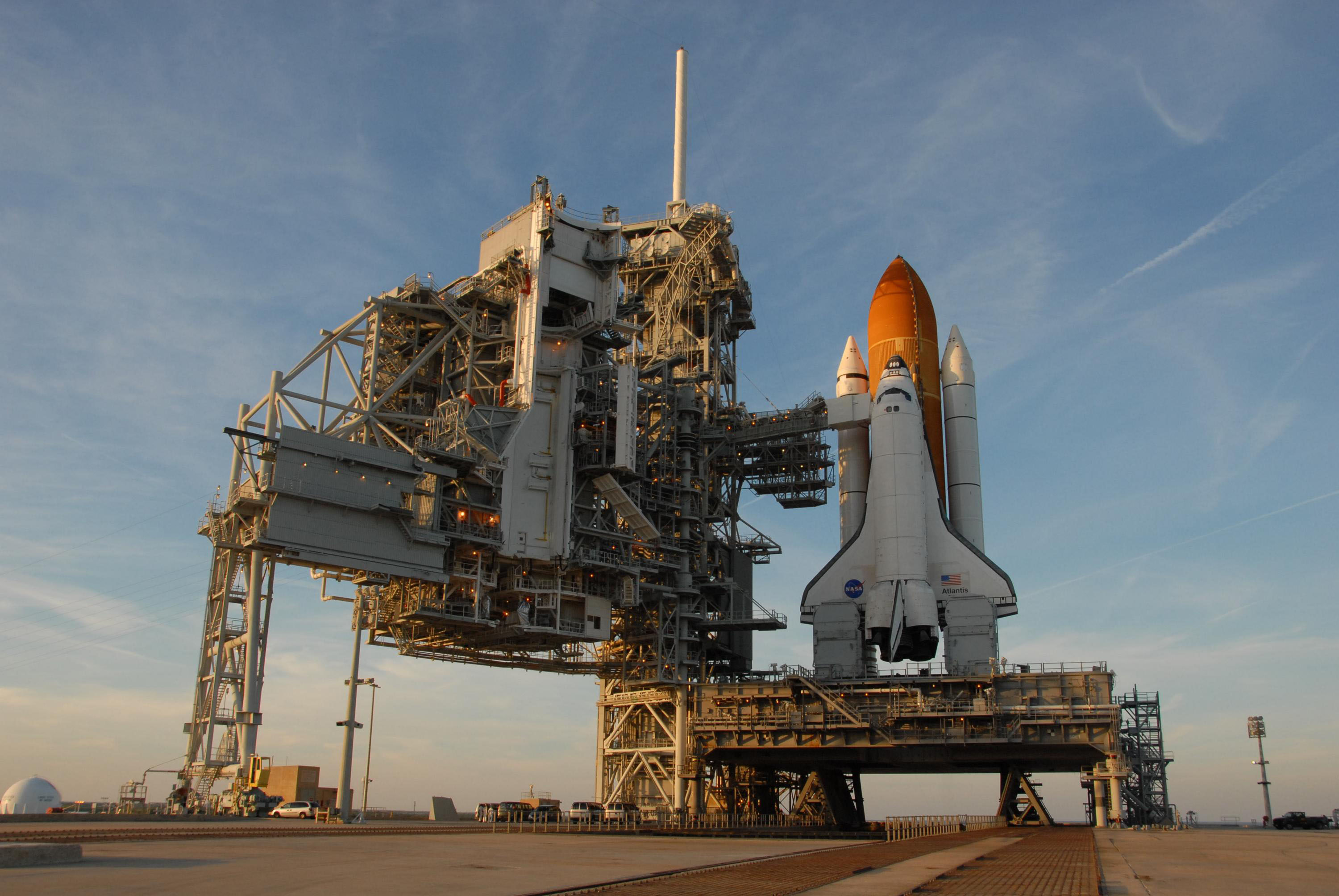
LC-39A (2007)
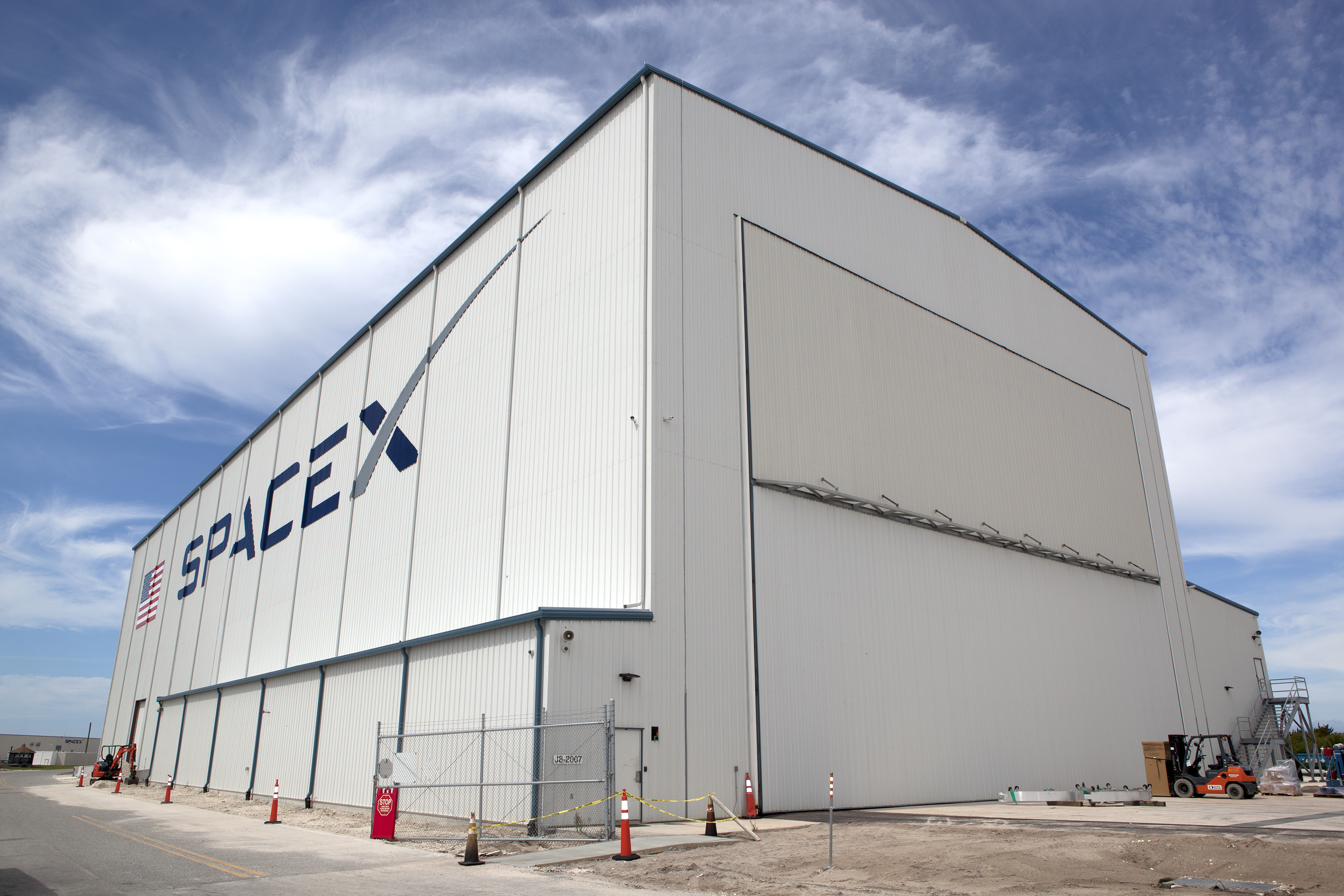
SpaceX Horizontal Integration Facility (HIF)
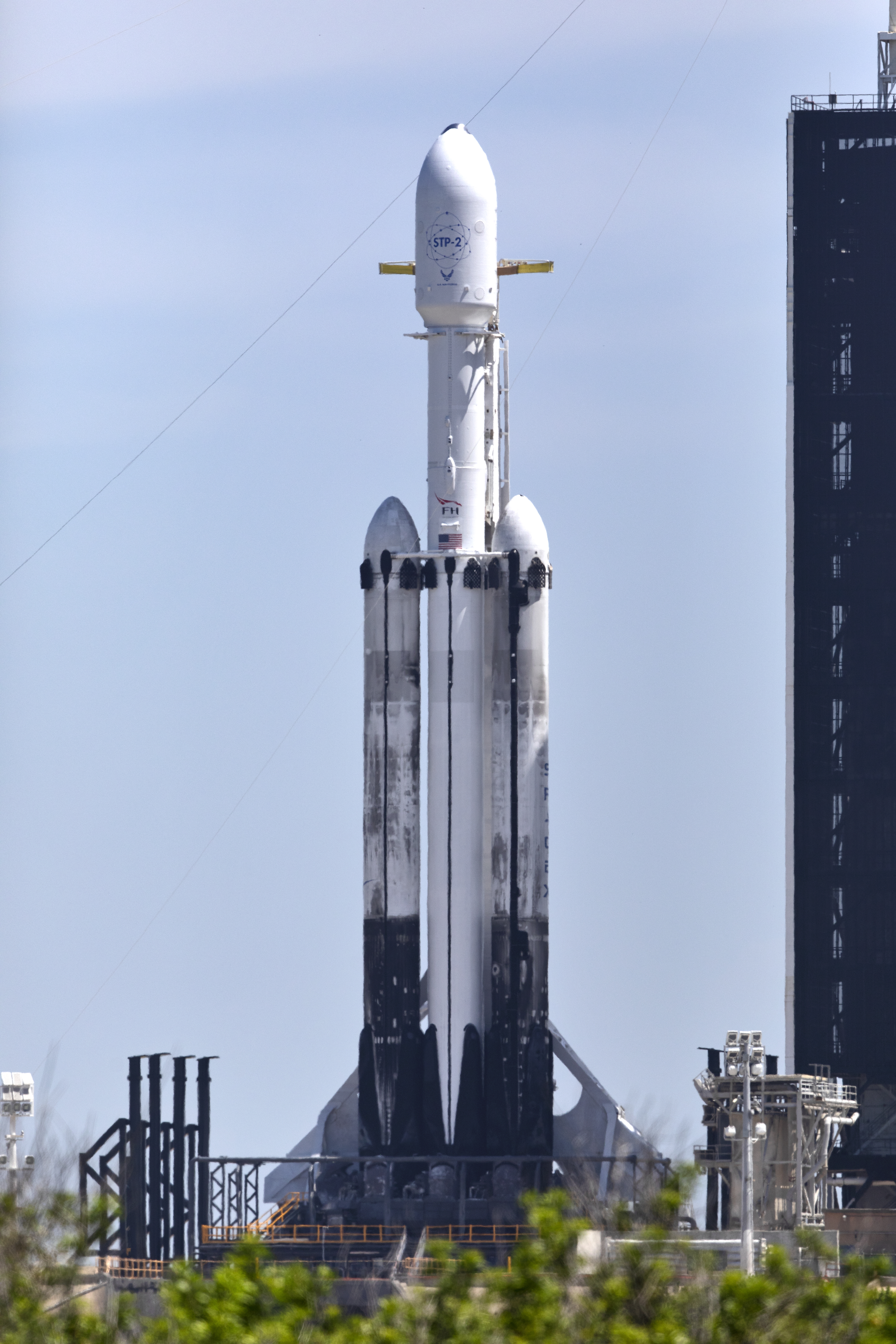
Falcon Heavy presso LC-39A (2019)
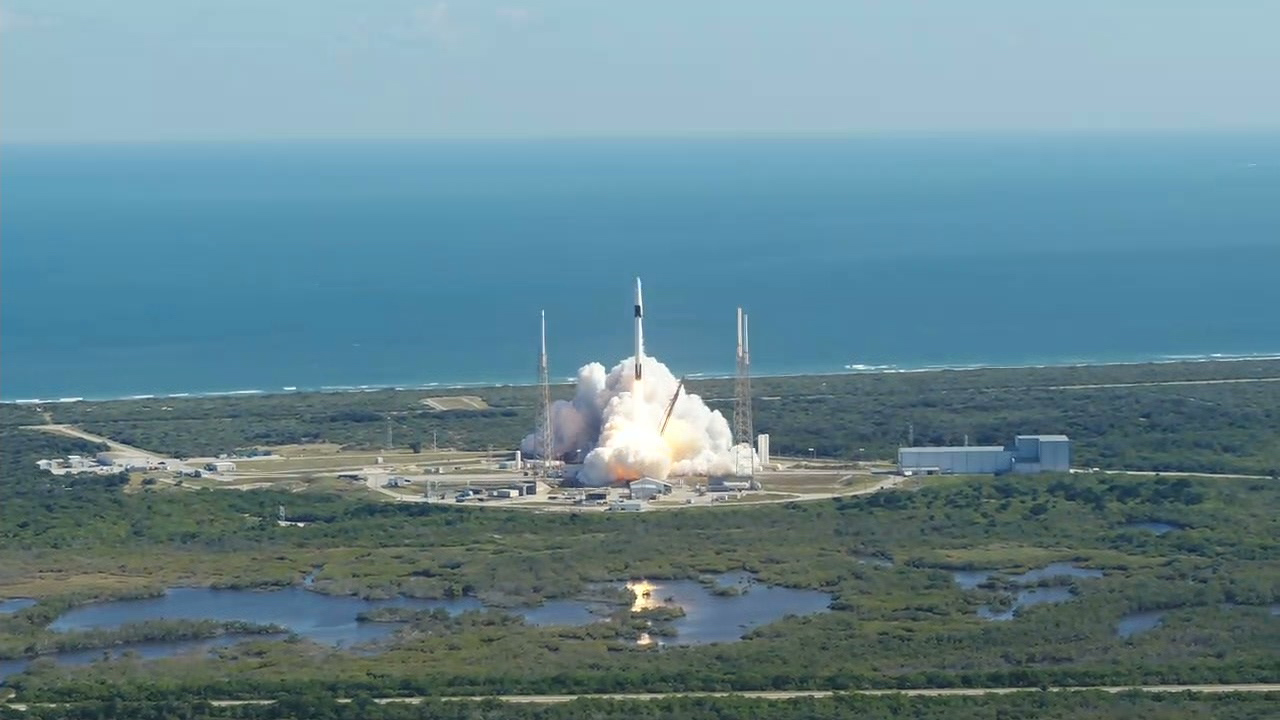
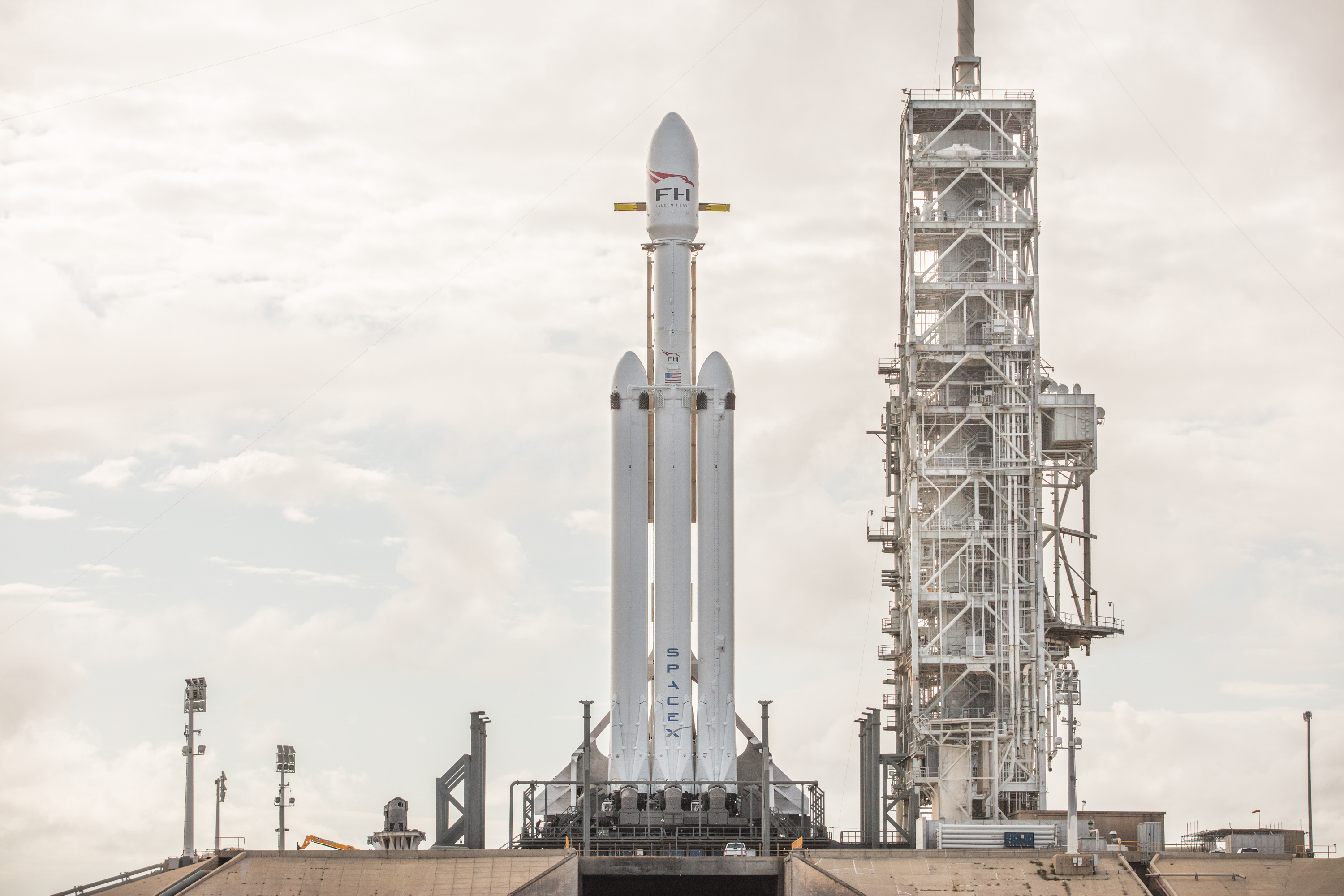
il 1° Falcon Heavy accanto alla torre di servizio sul pad LC-39A
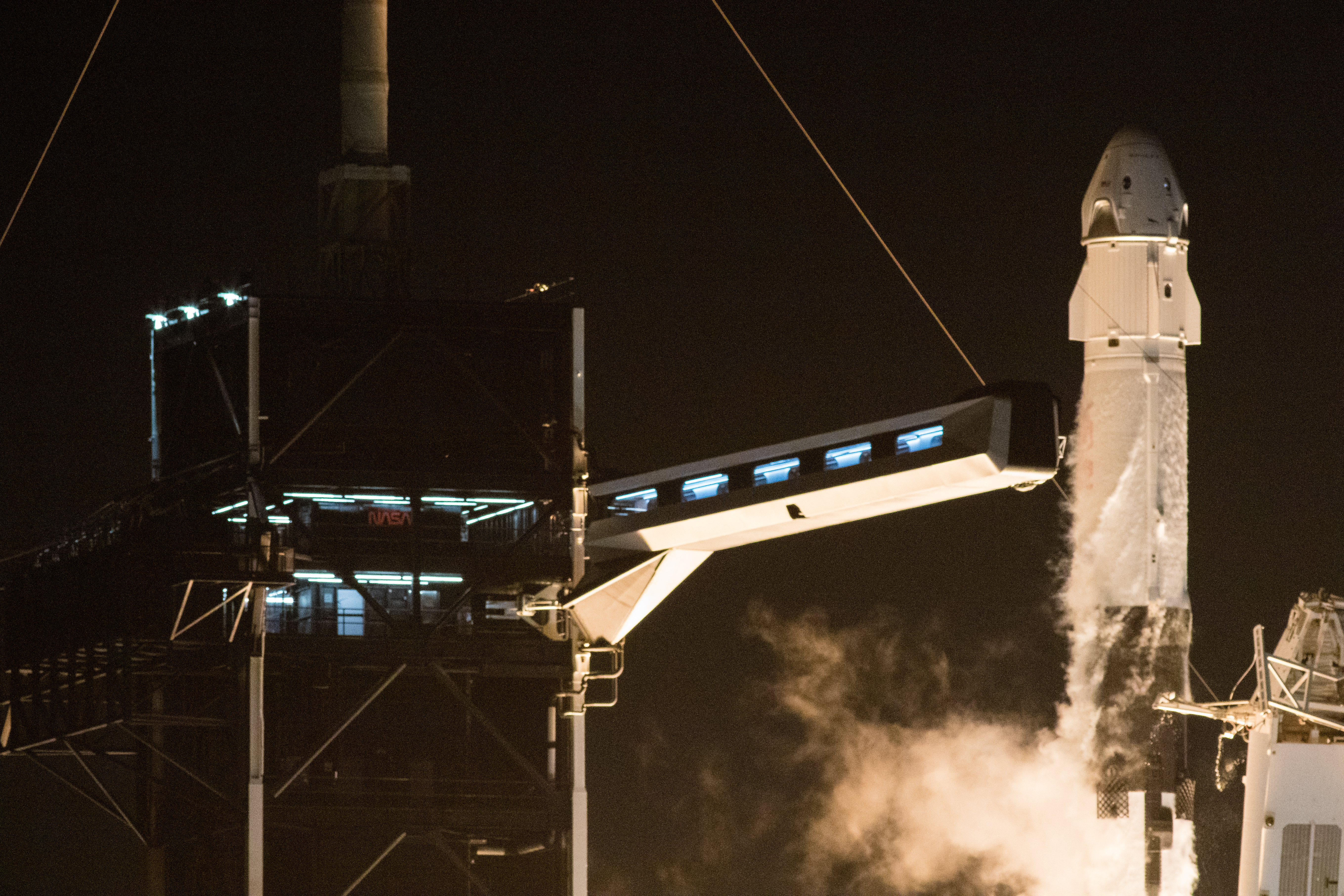
Il Falcon 9 in fase di decollo con la missione SpaceX Crew-1 della NASA il 15 novembre 2020, presso il Kennedy Space Center LC-39A. Sulla Sinistra si intravede il sistema di fuga d'emergenza
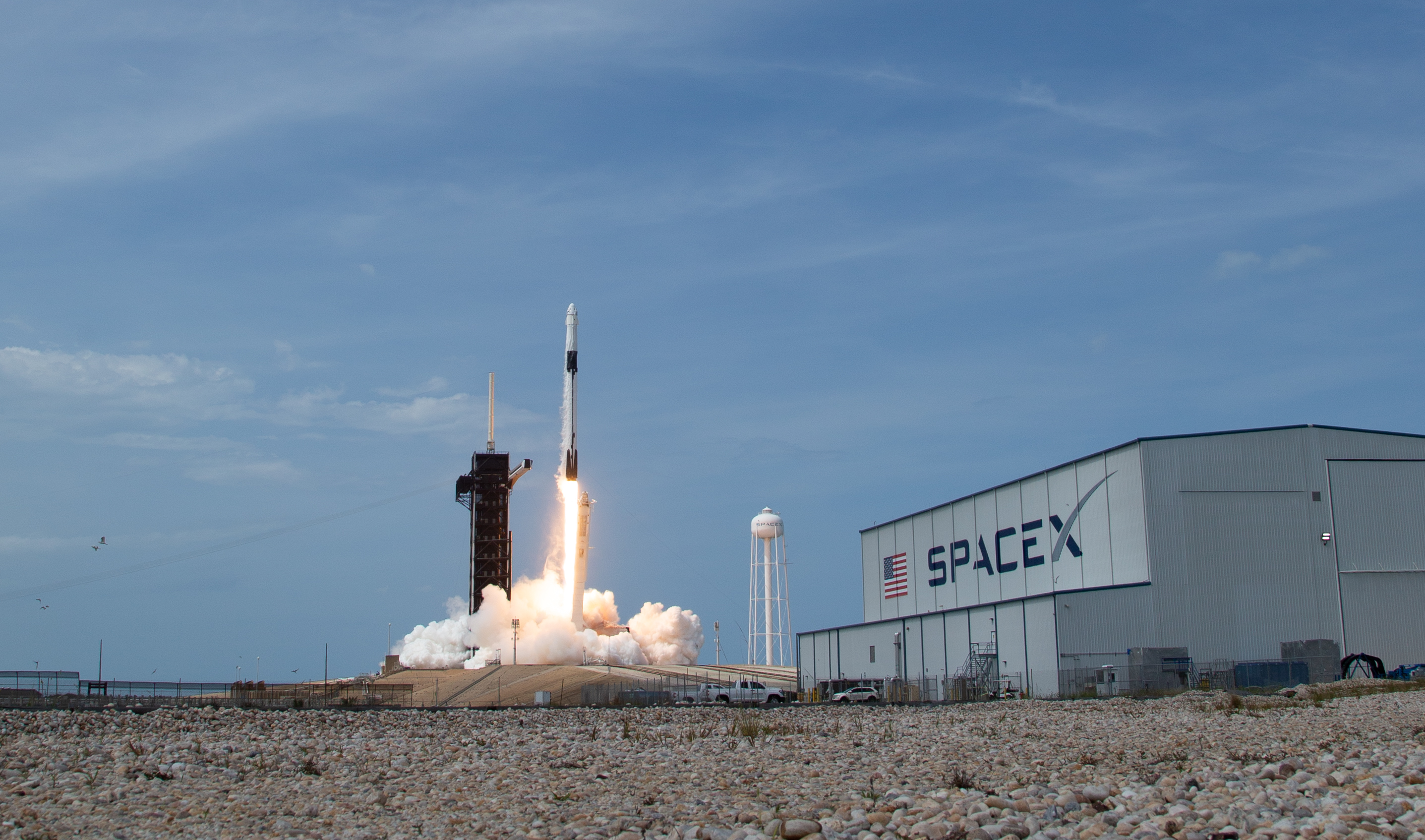
A Sinistra la Crew Dragon Endeavour in fase di decollo, sulla Destra si può vedere l'Horizontal Integration Facility (HIF)
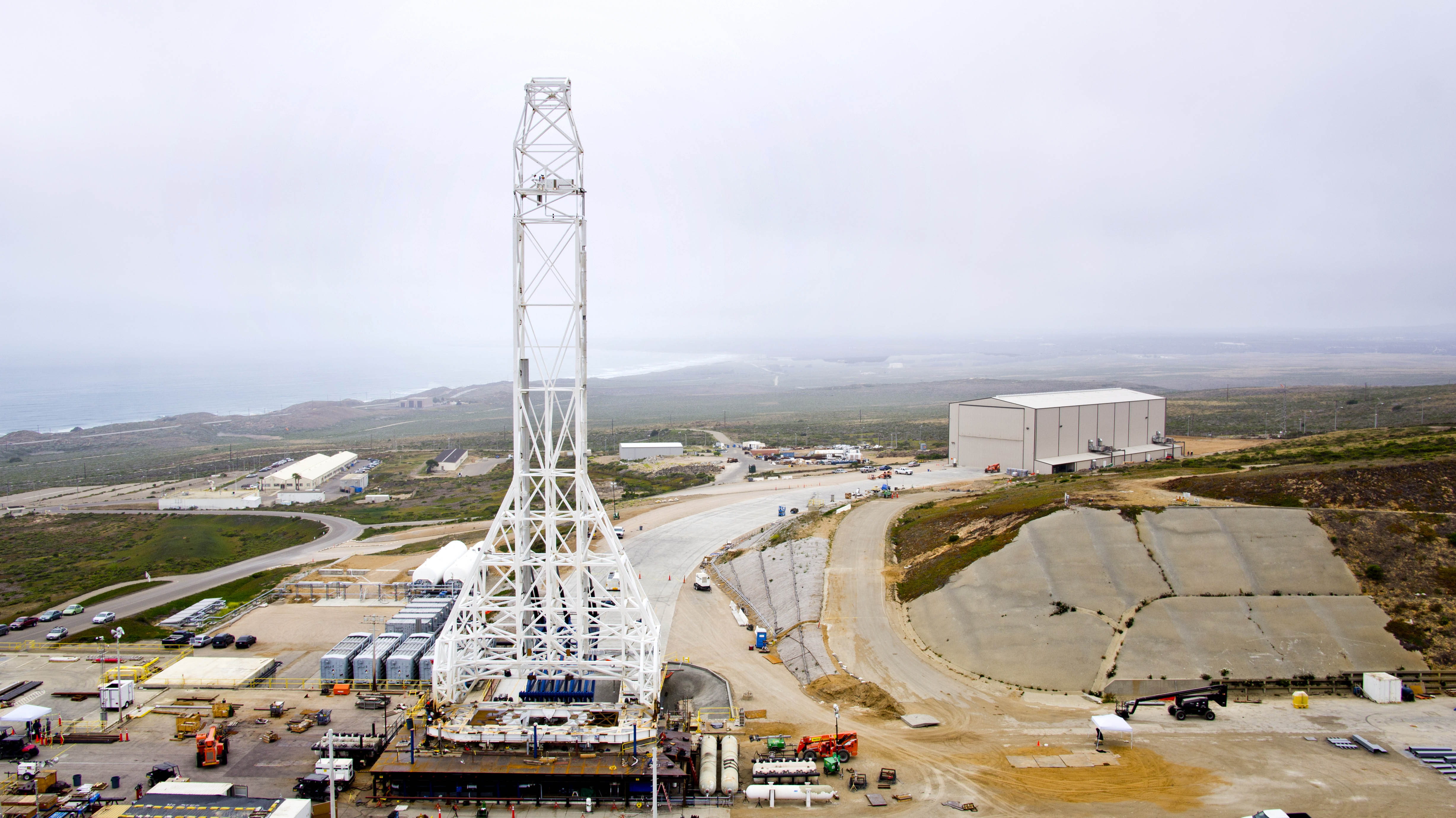
Transporter Erector in posizione verticale alla base di Vandenberg
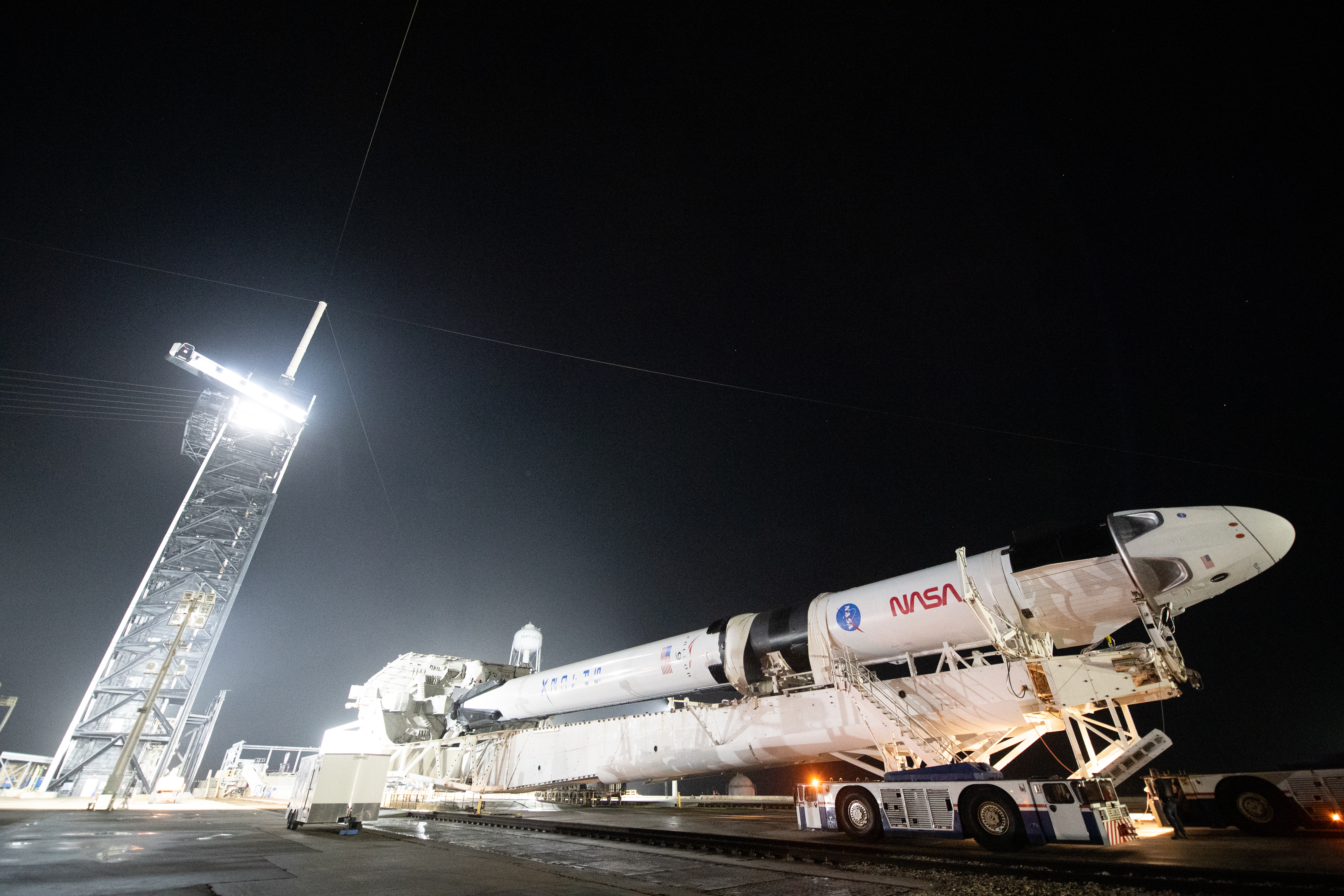
La Crew Dragon Resilience lascia l'HIF per dirigersi verso il pad LC-39A a bordo del Transporter Erector